# Podkapa (oblačilo)
Podkapa ali smučarska podkapa, znana tudi kot podkapa za čelado ali smučarska podkapa, je oblika oblačila zasnovana tako, da izpostavi le del obraza. Odvisno od sloga in kako je uporabljena, samo za oči, usta in nos ali pa samo prednji del obraza, ki je nezaščiten. Različica s popolnoma razkritim obrazom se lahko zvije v pokrivalo (kapo) za pokritje zgornjega dela glave ali pa se prepogne kot ovratnik okoli vratu.
Ime izhaja iz njihove uporabe v bitki Balaclava med krimsko vojno, ki se nanaša na mesto blizu Sevastopol na Krimu.

## Zgodovina
Tradicionalne podkape so pletene iz volne. Sodobne različice pa so izdelane tudi iz svile, bombaža, polipropilena, neoprena, akrila ali zimskega flisa.
Ta vrsta pokrivala je bila znana že v 19. stoletju, kot ulanska ali templerjeva čepica.
Med krimsko vojno leta 1854 ročno izdelane podkape so bile poslane britanskim vojakom, da bi jih ščitile pred bridko mrzlim vremenom. Britanski vojaki, ki so zahtevali to pomoč za svojo lastno oskrbo (topla oblačila, vremensko odporne pripomočke in hrano) pa nikoli ni prišla pravočasno. Po navedbah Richarda Rutta v svojem delu Zgodovina ročnega pletenja (History of Handknitting), ime »podkapa čelada« ni bila uporabljena v času vojne, ampak mnogo kasneje, leta 1881.

## Uporaba

### Toplina in varnost
Sodobne podkape se uporabljajo za različne zunanje športe kot so smučanje, deskanje na snegu in vožnjo motornih sani za zaščito obraza pred vetrom in da ohranja toploto. Podkape so pa tudi zelo priljubljene med motoristi.
Gasilci nosijo ognjevarno različico podkape izdelano v Nomexu, z odkritim obrazom, ki pa ga prekrivajo njihovi dihalni aparati.
Električni delavci med svojim delom pogosto nosijo zaščito proti bliskavici, ki jo povzroči kratek stik, skupaj z zaščito obraza in ostalo zaščitno opremo.
Vozniki Mednarodne avtomobilistične zveze morajo na dirkah pod svojimi čeladami nositi podkape izdelane iz ognje-odpornega materiala.
Na dirkaških dogodkih, pri gorskih dirkah, na posebnih stopnjah relija in na določenih stopnjah terenskega relija vnesejo v Mednarodni športni koledar, da vsi vozniki in sovozniki morajo nositi zaščitno obleko, kot tudi rokavice (neobvezno za sovoznika), dolgo spodnje perilo, podkapo, nogavice in čevlje homologirane po standardu FIA 8856-2000.

## Vojska in policija
V indijski podcelini podkape po navadi imenujejo kot »opica kape«, zaradi svojih značilnih zemeljskih tonov barv in dejstva, da bi zakrili večino človeških obraznih potez. Opica kape imajo včasih na vrhu majhen, dekorativni, volnen cof. Te so pogosto nosili vojaki na himalajski dolžnosti za zaščito pred mrazom. Korpus mornariške pehote Združenih držav Amerike je pred kratkim začel izdajati podkape s krilnim varovalom za obraz v okviru ognjevarnega organizacijskega programa Gear
Podkapa je postala standardni del uniforme Posebne policijske delovne skupine (OMON) že v Perestrojki v poznih 1980 - ih letih. Prvotni namen je bil varovati identiteto častnika, da bi se izognili zastraševanju pred organiziranim kriminalom. Zaradi povečanih težav z organiziranim kriminalom v 90 – ih letih so televizije predvajale posnetke oboroženih moških v črnih podkapah, ki so postali že nekaj običajnega. Organiziran kriminal se je zmanjšal, kakorkoli že, podkape so postale velik instrument ustrahovanja kot zaščita identitete, saj prikrivajo obrazni izraz uporabnika in težko da pozitivno identifikacijo. Oborožena ruska policija pogosto izvaja racije in išče bele ovratnike (kriminalce) po pisarnah (tipično za Moskvo) in medtem nosijo podkape. Takšne racije so v Rusiji postale znane kot »maski oddaje«, ki namigujejo na priljubljeno komično televizijsko oddajo leta 1990.

## Prikrivanje
Podkapo se lahko uporablja za prikrivanje v okviru nezakonite dejavnosti in poklicno pri  posebnih enotah (SWAT).  Lahko se uporablja tudi na nezakonit način pri vojaških silah ali  paravojaških organizacijah za prikrivanje svoje identitete in je bila uporabljena za identifikacijsko funkcijo v navidezno predstavljeni skupini. Začasna Irska republikanska armada je znana po tem, da njihovi člani nosijo podkape v vsaki situaciji. Britanska policija v Kentu je zaplenila družabno igro War on Terror deloma zato, ker vključuje podkapo. Policija je dejala da,  »se lahko uporablja za prikrivanje identitete nekoga ali pa se lahko uporabi v okviru kaznivega dejanja.
Nekatere simpatizerje Pussy Riot, ki so nosili podkape so aretirali v Marseilu v Franciji avgusta 2012 zato, ker so bili v nasprotju s francosko prepovedjo zakrivanja obraza.
Člani avstralske skupine TISM so nosili podkape za prikrivanje svoje identitete na vseh javnih nastopih.